# Theodore McCarrick
Theodore Edgar McCarrick (New York, 1930. július 7. – Dittmer, 2025. április 3.) laicizált amerikai római katolikus egyházi személy, a Washingtoni főegyházmegye korábbi érseke, volt bíboros, akit 2019-ben az egyházi bíróság kiskorúakkal szembeni szexuális visszaélések miatt megfosztott klerikális státuszától. McCarrick korábban New York-i segédpüspök, metucheni megyéspüspök majd newarki érsek volt.

## Ifjúkora
Theodore Egan McCarrick és Margaret McLaughlin gyermekeként született. Hároméves korában elveszítette apját. A manhattani Washington Heights városnegyedben nőtt fel. Katolikus általános iskolába és a jezsuiták által fenntartott Fordham Preparatory School nevű középiskolába járt. Másfél évig Svájcban járt egyetemre, majd a szintén jezsuita Fordham egyetemen folytatta tanulmányait New Yorkban. Ekkorra már elhatározta, hogy pap lesz, így végül a yonkersi St. Joseph’s Seminary nevű papnevelő intézetben szerzett alapdiplomát 1954-ben, majd 1958-ban ugyanitt posztgraduális diplomát kapott történelemből. 1958. május 31-én szentelték pappá. Később a washingtoni Amerikai Katolikus Egyetemen újabb posztgraduális diplomát kapott, majd szociológiából doktorált ugyanitt.

## Püspökként
2001-től 2006-ig vezette a washingtoni főegyházmegyét. 2001-ben lett bíboros. Washingtoni érsekfőpásztorkodása előtt a New York-i főegyházmegye segédpüspöke (rusibisiri címzetes püspök) volt 1977. május 24.és 1981. november 19., a Metucheni egyházmegye megyéspüspöke 1981. november 19. és 1986. május 30., 1986. május 30. és 2000. november 30. között Newarki főegyházmegye érseke, a Turks- és Caicos-szigeteki önálló misszió főpásztora pedig 1998. november 17. és 2000. november 21. között volt.

## Kiskorúak szexuális zaklatása
2018 júniusában Ferenc pápa felfüggesztette az érseket a papi szolgálatának nyilvános végzése alól, miután kiderült, hogy évekkel korábban New Yorkban egy 16 éves fiút molesztált. Néhány nappal később további három férfi vádolta meg McCarricket szexuális visszaéléssel. Egy hónappal később egy újabb New Jersey-i férfi állt elő hasonló vádakkal.
2018. július 27-én McCarrick lemondott a bíborosságról. Ferenc pápa elfogadta a lemondást, és „imaéletre” kötelezte a püspököt. 1927 óta először fordult elő bíborosi lemondás, és McCarrick volt az első bíboros, aki szexuális visszaéléssel kapcsolatos vádak nyomán mondott le.
McCarrick lemondása után a Hittani Kongregáció büntetőeljárást indított az ügyben, és 2019. január 19-én bűnösnek találta „zaklatás a kiengesztelődés szentségének gyakorlata során, a hatodik parancsolat megsértése kiskorúakkal és felnőttekkel szemben, a hatalmával való súlyosbító visszaéléssel együtt” bűncselekményében. Büntetésül McCarricket klerikus állapotából való elbocsátásra ítélték. A Hittani Kongregáció megvizsgálta és február 13-án elutasította McCarrick mentő érveit. 2019. február 15-én a pápa is megerősítette az ítéletet, amely így jogerőssé vált. Ezzel McCarrick minden papi hatalmát, hivatalát és jogállását elveszítette, és egyszerű laikus hívővé vált.
A cselekményeket, amelyekben a Hittani Kongregáció McCarricket bűnösnek találta, az Egyesült Államokban követte el a volt katolikus főpap, ahol a kiskorúakkal folytatott szexuális kapcsolat általában illegális, azonban az eltelt hosszú idő miatt ezek a cselekmények az ottani büntetőjog szerint nagyrészt már valószínűleg elévültek, így az amerikai hatóságok hosszú ideig nem kezdeményeztek büntetőeljárást. 2021 nyarán azonban a massachusettsi ügyészség eljárást indított McCarrick ellen, aki a vád szerint 1974-ben egy 16 éves fiút molesztált egy esküvőn. (Az állam törvényei szerint a bűncselekmény nem évült el, mert McCarrick nem élt Massachusettsben.) A volt érsek ártatlannak mondta magát a bíróság előtt, és ötezer dolláros óvadék ellenében szabadlábon védekezhet.
McCarrick cselekményei utólag érdekes fényt vetnek egy 2003-as konfliktusra McCarrick és Maryland állam között. 2003 elején a marylandi törvényhozásban beterjesztettek egy törvényjavaslatot, amely bejelentési kötelezettséget írt volna elő a papoknak arra az esetre, ha gyóntatás közben a tudomásukra jut, hogy egy gyermek szexuális bántalmazásnak van kitéve. A törvényjavaslat kivételt tett azokban az esetekben, amikor maga a tettes gyónja meg a cselekményt, de ha a gyónó személy az áldozat, vagy valamilyen harmadik személy, akinek tudomása van a molesztálásról, akkor a törvényjavaslat kötelezte volna a gyóntatót, hogy forduljon a hatóságokhoz. McCarrick, aki a Washingtoni főegyházmegye érsekeként Maryland egy része fölött is hatáskörrel bírt, élesen tiltakozott a javaslat ellen, mondván, hogy az ütközik az egyházi törvénnyel, amely szerint a gyónási titok abszolút. McCarrick úgy nyilatkozott, hogy ha a törvényt elfogadják, arra fogja utasítani a neki alárendelt marylandi papokat, hogy hagyják figyelmen kívül a jogszabályt. „Ha kell, a börtönt is vállalom” – írta a Catholic Standard című lapban. A törvényjavaslatot végül elvetette a marylandi törvényhozás.

## Pénzadományok
A The Washington Post 2019 végén nyilvánosságra hozta, hogy amíg McCarrick washingtoni érsek volt, hivatalból rendelkezett egy különleges érseki alap nevű jótékonysági számla fölött. A több millió dolláros adómentes pénzalap bevételei főként jómódú katolikus hívők adományaiból származtak, de a különböző alapítványi támogatások is jelentősek voltak.
McCarrick az érseki alapból milliókat adományozott jótékonysági célokra, de a feljegyzések szerint közel kétszáz alkalommal, mintegy 600 000 dollár összértékben más katolikus papi személyek is kaptak pénzt az alapból. A kedvezményezettek között volt II. János Pál pápa és XVI. Benedek pápa is, akik 90 000 illetve 291 000 dollár összértékben kaptak pénzadományt az alapból a washingtoni érsekség feljegyzései szerint. A pénzadományokat kapó alacsonyabb rangú főpapok között több olyan egyházi tisztségviselő is volt, akinek a dolga lett volna, hogy a McCarrick szexuális visszaéléseiről szóló bejelentéseket érdemben kivizsgálja. A kedvezményezettek közül azok, akik kommentálták a washingtoni napilap által feltárt adatokat, úgy nyilatkoztak, hogy a pénzadományok a szokásos karácsonyi ajándékok közé tartoztak, és azokat a megajándékozottak jótékonysági célokra fordították.

## Laicizálása után
Miután McCarrick 2018 nyarán lemondott bíborosi rangjáról, Ferenc pápa arra kötelezte, hogy költözzön egy kansasi rendházba, ahol nem volt módja külső személyekkel találkozni. A volt püspök laicizálásával elvesztette jogosultságát az egyház által biztosított lakhatásra és nyugdíjra, ugyanakkor laikusként nem tartozik már engedelmességgel a pápának, így távozhat a számára kijelölt lakhelyről. A laicizálást követő napokban egy római katolikus egyházi szóvivő úgy nyilatkozott, hogy McCarrick átmenetileg a kansasi rendházban marad, amíg sikerül lakásmegoldást találnia. Fél évvel később, 2019 augusztusában McCarrick továbbra is a Kansas állambeli, 1800 lakosú Victoria városka katolikus rendházában lakott, mintegy 480 kilométerre nyugatra Kansas Citytől. A volt főpap egy interjúban tagadta, hogy gyónás közben molesztált volna egy kisfiút.

## Fordítás
Ez a szócikk részben vagy egészben  a   Theodore Edgar McCarrick című egyszerűsített angol Wikipédia-szócikk ezen változatának fordításán alapul.  Az eredeti cikk szerkesztőit annak laptörténete sorolja fel. Ez a jelzés csupán a megfogalmazás eredetét és a szerzői jogokat jelzi, nem szolgál a cikkben szereplő információk forrásmegjelöléseként.